# Otto Bertram (Kaufmann)
Otto Bertram (* 22. April 1895; † 23. Juli 1963 in Hamburg) war ein deutscher Kaufmann. Er war insbesondere im Kakaogeschäft tätig und bekleidete zahlreiche Ämter und Ehrenämter.
Unter anderem war er der Alleininhaber der Otto Bertram & Co. Zur Gruppe Bertram gehörten die Firmen Wehrstedt & Sprung, Reiswunderwerk Otto F. C. Bertram, Ganpuley & Co., Donauländische Ein- und Ausfuhr Otto F. C. Bertram, Otto Bertram & Co. Assekuranz GmbH und C. Hedrich KG.

## Leben
Otto Bertram war der älteste Sohn von Heinrich und Agnes Bertram, sein Bruder war Heinrich Bertram (Kapitän), es folgten ein jüngerer Bruder und eine Schwester. Der Vater führte in dritter Generation einen Gärtnereibetrieb in Klein Flottbek.
1912 legte er das Abitur ab, danach begann er eine kaufmännische Lehre im Handelshaus Rickmers & Co. Den Ersten Weltkrieg machte er als Frontoffizier mit, wobei er mehrmals verwundet wurde. Danach war er Zeitfreiwilliger in einem Hamburger Freikorps, ehe er 1920 zu Rickmers & Co. zurückkehrte, inzwischen in Adolf Mengers & Co. GmbH umbenannt. Dort wurde er Prokurist, 1926 Geschäftsführer, Miteigentümer, persönlich haftender Gesellschafter und zuletzt Alleineigentümer. Ab 1940 trug das Unternehmen den Namen Otto Bertram & Co.
Im Alter von 45 Jahren heiratete er seine Sekretärin Gertrud Jahn, mit der er den Sohn Heinz Otto bekam, der ebenfalls Kaufmann wurde.
Otto Bertram importierte außer Kakao auch Rohkaffee, Hülsenfrüchte, Reis, Milchpulver, Fruchtsäfte, Zucker und Trockenfrüchte.
1959 wurde er mit dem Großen Verdienstkreuz des Verdienstordens der Bundesrepublik Deutschland ausgezeichnet.
Bertram, der ein Arbeitspensum von zwölf bis 16 Stunden am Tag zu absolvieren pflegte und zu später Stunde meist davon absah, den vorhandenen Chauffeur zu behelligen, verließ am Abend des 22. Juli 1963 sein Geschäftshaus am Alsterufer 10, um mit der U-Bahn nach Ohlstedt zu fahren, wo er wohnte. Anderntags wurde seine Leiche neben den Gleisen gefunden. Ob es sich um einen Unglücksfall oder um Suizid gehandelt hatte, wurde nicht abschließend geklärt.
Für die Annahme einer Selbsttötung sprach die Tatsache, dass der Prokurist Hans Bahlmann wenige Stunden nach dem Tod Bertrams eine notarielle Mitteilung über die Eintragung von vier Millionen DM Hypotheken und Grundschulden auf Bertrams bis zu diesem Zeitpunkt stets unbelasteten Besitz entdeckte. Weder Bahlmann noch die anderen Prokuristen Pape und Feths hatten von den Schwierigkeiten, in denen das Unternehmen sich befand, gewusst. Bertram, der zuvor nie Schulden gehabt und am Rohkakaoimport gut verdient hatte, hatte stets als kreditwürdig gegolten und sich eines hervorragenden Rufs als Geschäftsmann erfreut. Was ihm das Genick gebrochen hatte, waren die in der Branche als „Bertram-Satelliten“ bezeichneten zehn mittelständischen Kakao- und Schokoladenfabriken gewesen, denen er ungewöhnlich großzügige Zahlungsfristen eingeräumt hatte. Unter den „Bertram-Satelliten“ waren die Agila Schokoladen- und Zukkerwarenfabrik GmbH, die Nordische Kakao- und Schokoladenfabrik GmbH in Flensburg und die Dortmunder Rohmassenfabrik GmbH. Im Sommer 1963 schuldeten diese Firmen Bertram etwa 15 Millionen Mark. In einem Bericht im Spiegel über Bertrams Leben und Tod wurde gemutmaßt, der Kaufmann habe es nicht übers Herz gebracht, diese finanzschwachen Unternehmen in den Konkurs zu treiben, und sich auch nicht dazu durchringen können, seine Fehler zuzugeben. Er habe versucht, die Finanzlöcher durch Kredite bei verschiedenen Banken zu stopfen, und sich schließlich gezwungen gesehen, seine privaten und geschäftlichen Immobilien und Grundstücke mit Hypotheken zu belasten. 
Gegen einen Suizid sprach allerdings der Umstand, dass Otto Bertram sich aus Verantwortungsgefühl für diese kleinen Familienunternehmen engagiert hat und ihnen so sehr entgegengekommen war. Im Widerspruch dazu steht die Annahme, er könnte die eigene Familie in so einer Situation bewusst sich selbst und einer ungewissen Zukunft überlassen haben. Niemand aus seinem Umfeld hielt dies für denkbar. Er genoss hohe Reputation und hätte zu Recht annehmen können, die Krise würde sich überwinden lassen. Seinen unternehmerischen und persönlichen Ruf bezeichnete ein Hamburger Bankier als „sagenhaft“.
Eine kleine Anmerkung im Hamburger Abendblatt der gleichen Woche lässt aufhorchen und einen möglichen Anlass vermuten, wie jemand dazu kommen konnte, im fahrenden Zug die Türen zu öffnen: es schien Hochbahnzüge mit defekten Heizungen zu geben, die sich auch an heißen Sommertagen nicht ausstellen ließen.
Die Verbindlichkeiten wurden nach Bertrams Tod auf rund zehn Millionen Mark geschätzt; nach seinem plötzlichen Ableben einigten sich die Gläubiger auf einen Zahlungsaufschub von 30 Tagen für das Unternehmen. Der Wirtschaftsprüfer Friedrich C. Busch sollte den genauen Status ermitteln. Bertram hatte nie jemanden ins Vertrauen gezogen, seinen Prokuristen immer nur in beschränkten Bereichen freie Hand gelassen und keinerlei persönlichen Kontakt mit seinen Mitarbeitern gepflegt. Der Zusammenbruch seines Unternehmens galt als größte Illiquidität des Stadtstaats Hamburg nach Willy Schliekers Bankrott. 
Noch im selben Jahr wurde das Handelshaus Otto Bertram & Co. mit allen angeschlossenen Firmen für 5,5 Millionen Mark an die Schweizer Holdinggesellschaft Savyon S.A. in Lausanne verkauft.

## Ämter und Ehrenämter
Bertram hatte in der westdeutschen Wirtschaft 25 Ehrenämter inne. Laut dem Spiegel bekleidete er „13 Vorstands- und Präsidialposten bei deutschen und internationalen Handelskammern, Wirtschaftsgremien, Außenhandelsausschüssen, Großhandelsverbänden, Börsenvereinen, Verwaltungs- und Forschungsräten.“ Als Vorsitzender des Importausschusses Groß- und Einzelhandel veröffentlichte er 1951 in der Zeit einen Artikel mit dem Titel Rohstoffe für deutsche Ausfuhrwirtschaft und als Vorsitzender des Vereins der am Rohkakaohandel beteiligten Firmen und des Forschungs-Instituts für Kakaowirtschaft e. V. schrieb er 1960 ein Geleitwort zu Herbert Holsts Kleiner Kakaokunde.

## Nachrufe
Ein Bild von der Persönlichkeit Otto Bertrams wird in Traueranzeigen abgerundet, die anlässlich seines Todes veröffentlicht worden waren. Die Handelskammer Hamburg betont, er habe sich „mit vorbildlicher Einsatzbereitschaft um die Förderung des deutschen Außenhandels verdient gemacht. Seine reichen Kenntnisse und Erfahrungen wurden weit über die Grenzen Hamburgs hinaus geschätzt und anerkannt. Durch seine menschlichen Vorzüge hat er sich Sympathie und Wertschätzung aller erworben, die ihn gekannt haben.“
Prokuristen und Mitarbeiter seiner Firmen trauerten um einen Menschen, „mit dem wir nicht nur in jahrzehntelanger Zusammenarbeit auf das engste verbunden waren, sondern dessen profilierte Persönlichkeit auch weit über die deutschen Grenzen hinaus Klang und Namen hatte.
Sein selbstloses Wirken für uns, die deutsche Wirtschaft und die internationalen Gremien, seine kluge und besonnene Art und sein von Natur aus bescheidenes Wesen haben ihm viele Freunde gesichert. (...) Herr Otto Bertram wird uns als Mensch, als Chef und als Persönlichkeit unvergessen bleiben.“